# شهرستان المغلاف
ناحیهٔ المغلاف (به عربی: مدیریة المغلاف) یک ناحیه در یمن است که در استان حدیده واقع شده‌است.

## خصوصیات
ناحیهٔ المغلاف ۳۹٬۴۳۶ نفر جمعیت دارد.